# A Glimpse Inside the Mind of Charles Swan III
A Glimpse Inside the Mind of Charles Swan III és una pel·lícula de comèdia estatunidenca de 2012 escrita, dirigida i produïda per Roman Coppola. És protagonitzada per Charlie Sheen, Jason Schwartzman, Bill Murray, Katheryn Winnick i Patricia Arquette.
Es va estrenar a la Festa del Cinema di Roma de 2012 i va tenir una estrena limitada el 8 de febrer de 2013 als Estats Units, sent el primer llançament sota la distribució independent, A24. Va ser un fracàs de taquilla i ha tingut una acollida molt negativa des del seu llançament.

## Argument
A la dècada de 1970, al dissenyador gràfic i home d'èxit amb les dones Charles Swan III (Sheen) l'abandona la seva xicota Ivana (Winnick), i això fa que la seva vida es trasbalsi. No sap si l'estima, l'odia, la vol tornar o no vol veure-la mai més. Juntament amb el seu millor amic, Kirby (Schwartzman) i el seu gerent, Saul (Murray), Charles comença a patir malsons, somnis febrils de relacions passades i toca fons mentre intenta recuperar-se de la recent ruptura i intenta canviar la seva vida al voltant.

## Repartiment
- Charlie Sheen com a Charles Swan III
- Jason Schwartzman com a Kirby Star
- Bill Murray com a Saul
- Katheryn Winnick com a Ivana
- Patricia Arquette com a Izzy, la germana de Charles
- Aubrey Plaza com a Marnie
- Mary Elizabeth Winstead com a Kate[4]
- Dermot Mulroney com a Doctor
- Richard Edson com a Sánchez
- Stephen Dorff com a Stephen
- C.C. Sheffield com a secretari
- Angela Lindvall com a Dona Velada
- Tyne Stecklein com a Penny
- Lindsey McLevis com a Lindsey
- Lexy Hulme com a Yvonne
- Fabianne Therese com la núvia de Kirby Star
- Bar Paly com a Maria Carla
- Margarita Kallas com a Josephine
- Maxine Bahns com a mare
- Alim Kouliev com a taxista rus
- Liam Hayes com ell mateix

## Producció
Si alguna vegada has passat per una mala ruptura, tot el que vols fer és pensar-hi i processar. Això és el que és el projecte. Un estudi de personatges d'un noi en aquest estat d'ànim amb Charlie com un personatge molt dinàmic i imaginatiu, així que hi ha moltes seqüències de fantasia i merda boja.
Roman Coppola va començar el desenvolupament de la pel·lícula el 2004.
Filmat a Santa Clarita i Los Angeles, Califòrnia.

### Música
La banda sonora de A Glimpse Inside the Mind of Charles Swan III va ser escrita pel músic pop Liam Hayes, del qual el director Roman Coppola és un fan. És la primera i única banda sonora de Hayes.

## Llançament
Es va estrenar per primera vegada a la Festa del Cinema di Roma el novembre de 2012.
El 8 de gener de 2013, la pel·lícula es va estrenar a través de vídeo a la carta i es va estrenar en estrena limitada als Estats Units el 8 de febrer de 2013.

### Mitjans domèstics
Va ser llançat en Blu-ray i DVD el 14 de maig de 2013 a Amèrica del Nord.

## Recepció

### Taquilla
La pel·lícula es va estrenar al número 64 amb 12.000 dòlars EUA en la seva estrena limitada a dos cinemes la setmana del 8 de febrer. El cap de setmana següent, el cap de setmana del 15 de febrer, Charles Swan III es va expandir a 18 sales de cinema i va obtenir un augment del 81,6%. III és de 45.350 dòlars, i a Rússia la pel·lícula ha recaptat 134.473 dòlars, amb 26.999 dòlars addicionals a Mèxic.

### Resposta crítica
A Glimpse Inside the Mind of Charles Swan III va rebre una resposta aclaparadorament negativa de la crítica. La pel·lícula té un 16% de qualificació "podrida" a Rotten Tomatoes, basada en 56 ressenyes, i una valoració mitjana de 3,5/10. El consens del lloc diu: "Cansament autoindulgent i sense cap cohesió narrativa, aquest Glimpse Inside the Mind troba pocs temes per pensar." Metacritic va donar a la pel·lícula una puntuació d'aprovació de 28/100 "generalment desfavorable" basada en 22 ressenyes.
Nathan Rabin de The A.V. Club va donar la pel·lícula a F, dient que "no és una pel·lícula tant com un anunci de perfum de llargmetratge per a una colònia de la marca Charlie Sheen amb un envàs magnífic i absolutament res a dins." El Dallas Observer va dir que la pel·lícula "podria ser descrita generosament com a còpia-pega – o amb més precisió com a "llençar coses a la paret i veure què s'enganxen"" i era "un embolic". The New York Daily News va donar a Charles Swan III una estrella de cinc, dient que "tu vol eliminar-ho" i que "potser amb això fora del seu sistema [de Coppola], s'imaginarà alguna cosa millor. Time va dir que la pel·lícula "no condueix a una comprensió més profunda de Charlie Sheen. No obstant això, demostra la seva compulsió pel mal judici i les males decisions. Però no estàvem ja convençuts d'això?"
Lisa Schwarzbaum, ressenyant per Entertainment Weekly, va donar a la pel·lícula una C i una més suau resposta, escrivint: "La idea d'aquesta pel·lícula casolana amb valors de producció més alts dirigida per Roman Coppola no és menys dolça per no ser original... L'execució, en canvi, és perillosament autoabsorbida, una festa privada que inclou amics, familiars, massa seqüències de fantasia i una gran quantitat de vestuari i disseny d'escenografia per crear una idea d'una L.A. estilitzada esquitxada amb aigua de Playboy."